# Гаргата (Вірджинія)
Гаргата (англ. Gargatha) — переписна місцевість (CDP) в США, в окрузі Аккомак штату Вірджинія. Населення — 415 осіб (2020).

## Географія
Гаргата розташована за координатами 37°47′27″ пн. ш. 75°34′55″ зх. д. / 37.79083° пн. ш. 75.58194° зх. д. (37.790886, -75.581940).  За даними Бюро перепису населення США в 2010 році переписна місцевість мала площу 7,72 км², з яких 7,66 км² — суходіл та 0,06 км² — водойми.

## Демографія
Згідно з переписом 2010 року, у переписній місцевості мешкала 381 особа в 145 домогосподарствах у складі 109 родин. Густота населення становила 49 осіб/км².  Було 187 помешкань (24/км²).
Расовий склад населення:
| - 58,0 % — білих - 33,6 % — чорних або афроамериканців - 1,0 % — вихідців з тихоокеанських островів - 0,5 % — азіатів - 5,5 % — осіб інших рас |

До двох чи більше рас належало 1,3 %. Частка іспаномовних становила 12,6 % від усіх жителів.
За віковим діапазоном населення розподілялося таким чином: 21,3 % — особи молодші 18 років, 64,5 % — особи у віці 18—64 років, 14,2 % — особи у віці 65 років та старші. Медіана віку мешканця становила 43,1 року. На 100 осіб жіночої статі у переписній місцевості припадало 95,4 чоловіків;  на 100 жінок у віці від 18 років та старших — 97,4 чоловіків також старших 18 років.
Середній дохід на одне домашнє господарство  становив 74 284 долари США (медіана — 63 397), а середній дохід на одну сім'ю — 78 479 доларів (медіана — 63 782). Медіана доходів становила 40 543 долари для чоловіків та 37 656 доларів для жінок. 
Цивільне працевлаштоване населення становило 304 особи. Основні галузі зайнятості: виробництво — 31,9 %, публічна адміністрація — 18,8 %, оптова торгівля — 16,4 %, освіта, охорона здоров'я та соціальна допомога — 15,5 %.